# OGLE-2006-BLG-109L
OGLE-2006-BLG-109L — звезда в созвездии Скорпиона на расстоянии около 4900 световых лет от нас. Звезда обладает планетной системой, состоящей, как минимум, из двух экзопланет.

## Звезда
На данный момент спектральный класс OGLE-2006-BLG-109L неизвестен. Масса звезды приблизительно равна половине массы Солнца, а температура поверхности составляет около 4000 кельвинов.

## Планетная система

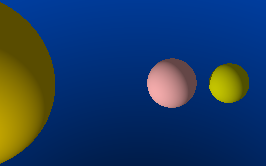
Схема планетной системы.

Вокруг звезды обращается, как минимум, 2 планеты: OGLE-2006-BLG-109L b с массой около 0,7 масс Юпитера и OGLE-2006-BLG-109L c с массой около 0,27 масс Юпитера. Отношение их масс и периодов вращения очень близко к отношению масс и периодов Юпитера и Сатурна. Обе планеты были открыты методом гравитационного микролинзирования в рамках проектов OGLE (Optical Gravitational Lensing Experiment), MOA, PLANET (Probing Lensing Anomalies Network) и RoboNet.